# فروش موسیقی

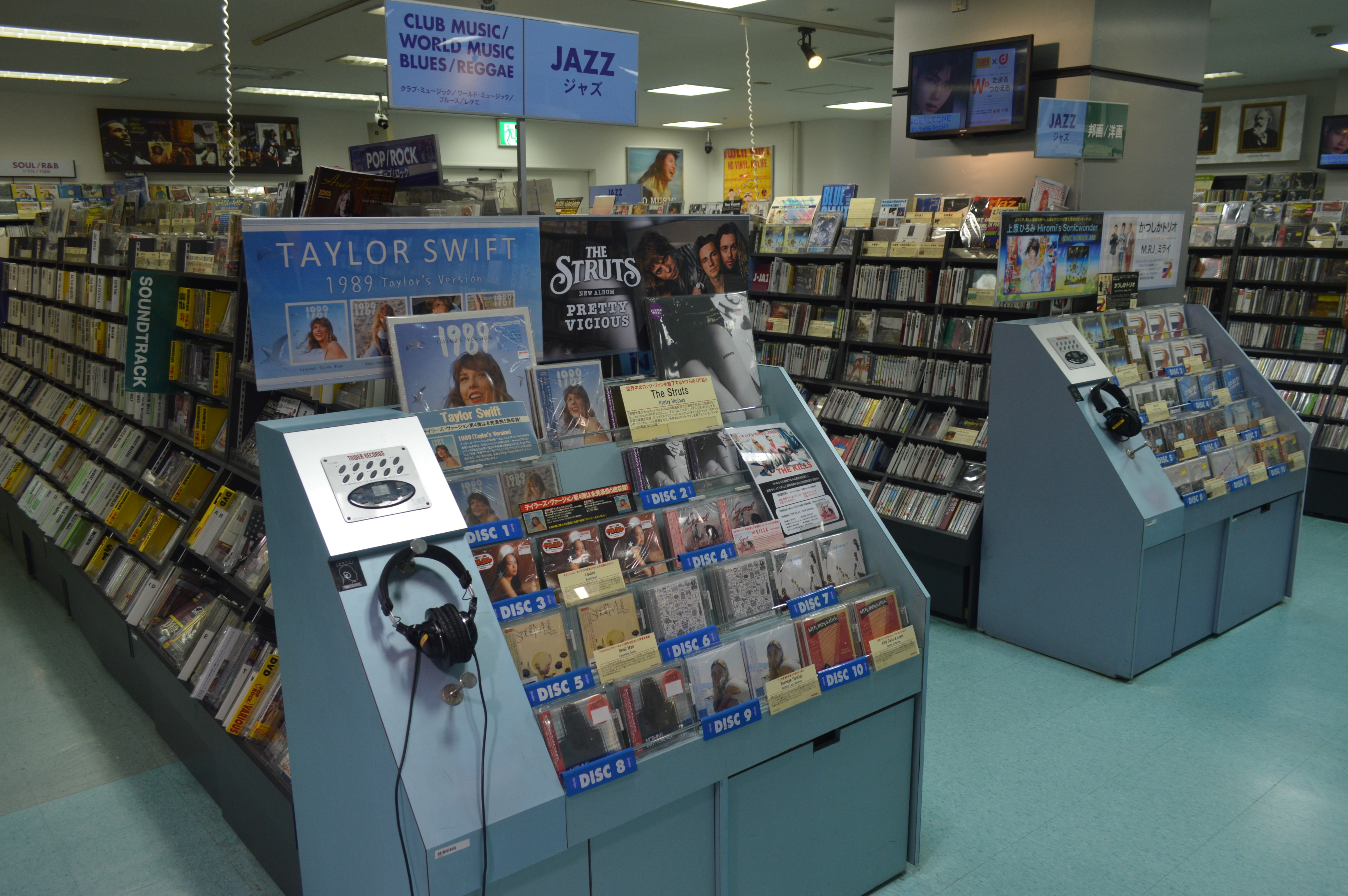
یک فروشگاه موسیقی در ناگویا، ژاپن. نوامبر ۲۰۲۳

فروش موسیقی شامل فروش آثار ضبط شده مثل آلبوم‌ها، تک‌آهنگ‌ها و موزیک ویدیو‌ها از طریق فروشگاه محصولات موسیقی فیزیکی و دیجیتالی است. اوج فروش آثار موسیقی در سال ۱۹۹۹ اتفاق افتاد، زمانی که ۶۰۰ میلیون نفر به‌طور میانگین ۶۴ دلار برای خرید موسیقی هزینه کردند و درآمدی معادل ۴۰ میلیارد دلار از فروش موسیقی ثبت شد.
فروش ضبط‌های موسیقی در قرن بیست و یکم کاهش پیدا کرد، و باعث شد هنرمندان برای بیشتر درآمد خود به تور کنسرتی تکیه کنند. تا سال ۲۰۱۹، فروش ضبط‌ها کمتر از نیمی از کل درآمد جهانی موسیقی را تشکیل می‌داد و سرویس‌های استریم جای آن را گرفتند. در اواسط دهه ۲۰۱۰، با وارد شدن استریم به جدول‌های فروش موسیقی، فروش موسیقی به‌عنوان فروش سنتی یا فروش خالص نیز شناخته شد.
اگرچه تعیین یک رقم دقیق برای فروش جهانی موسیقی دشوار است، اما به‌طور گسترده پذیرفته شده که گروه بیتلز بیشتر از هر هنرمند دیگری در تاریخ موسیقی ضبط‌شده فروش داشته است. همچنین، آلبوم استودیویی تریلر اثر مایکل جکسون که در سال ۱۹۸۲ منتشر شد، همچنان پرفروش‌ترین آلبوم تاریخ به‌شمار می‌رود. علاوه بر این، تک‌آهنگ «کریسمس سفید» اجرا شده توسط بینگ کرازبی به عنوان پرفروش‌ترین تک‌آهنگ شناخته می‌شود.